# 24 giờ
| 24 giờ                                          | 12 giờ               |
| ----------------------------------------------- | -------------------- |
| 00:00                                           | 12:00 AM             |
| 01:00                                           | 1:00 AM              |
| 02:00                                           | 2:00 AM              |
| 03:00                                           | 3:00 AM              |
| 04:00                                           | 4:00 AM              |
| 05:00                                           | 5:00 AM              |
| 06:00                                           | 6:00 AM              |
| 07:00                                           | 7:00 AM              |
| 08:00                                           | 8:00 AM              |
| 09:00                                           | 9:00 AM              |
| 10:00                                           | 10:00 AM             |
| 11:00                                           | 11:00 AM             |
| 12:00                                           | 12:00 PM 12 giờ trưa |
| 13:00                                           | 1:00 PM              |
| 14:00                                           | 2:00 PM              |
| 15:00                                           | 3:00 PM              |
| 16:00                                           | 4:00 PM              |
| 17:00                                           | 5:00 PM              |
| 18:00                                           | 6:00 PM              |
| 19:00                                           | 7:00 PM              |
| 20:00                                           | 8:00 PM              |
| 21:00                                           | 9:00 PM              |
| 22:00                                           | 10:00 PM             |
| 23:00                                           | 11:00 PM             |
| 00:00                                           | 12:00 AM (mid-night) |
| * Xem thêm "Nhầm lẫn giữa buổi trưa và nửa đêm" |                      |

24 giờ đồng hồ (tiếng Anh: 24-hour clock) là một quy ước thời gian trong một ngày, kéo dài từ nửa đêm trước đến nửa đêm sau, chỉ ra các thời gian đã trôi qua kể từ nửa đêm với thông tin chỉ giờ kéo dài từ 0 đến 23. Hệ thống này là ký hiệu thời gian được sử dụng phổ biến nhất trên thế giới hiện nay, và được sử dụng theo tiêu chuẩn quốc tế ISO 8601.
Một vài quốc gia, đặc biệt là quốc gia nói tiếng Anh, sử dụng đồng hồ 12 giờ hoặc xen lẫn cả đồng hồ 12 và 24 giờ. Đồng hồ 12 giờ ở nhiều quốc gia vẫn chiếm ưu thế nhưng một số ngành nghề thích sử dụng đồng hồ 24 giờ hơn. Ví dụ, trong thực hành y học, đồng hồ 24 giờ thường được sử dụng trong tài liệu chăm sóc vì nó tránh nhầm lẫn sáng và tối khi nhắc đến các sự kiện xảy ra trong bệnh sử của bệnh nhân.

## Khái quát

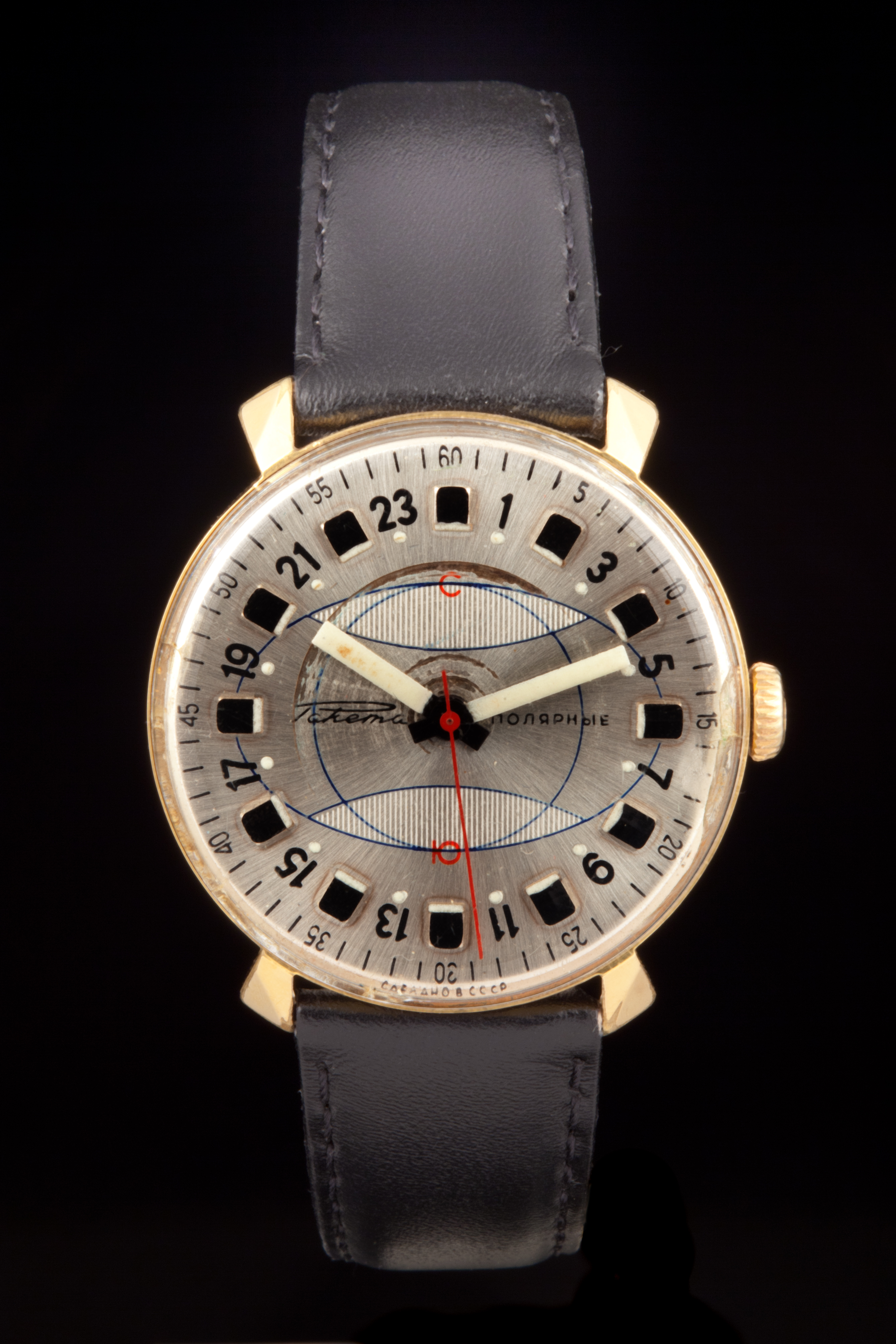
Một chiếc đồng hồ 24 giờ của Nga cho các cuộc thám hiểm vùng cực từ năm 1969, được chế tạo bởi thợ làm đồng hồ Liên Xô Raketa. Ban đêm hoặc ban ngày vùng cực khiến người dùng cần sử dụng thang đo 24 giờ thay vì 12.

Định dạng 24 giờ được viết theo dạng: HH:MM:SS (chẳng hạn như 14:02:13).
- HH là số giờ đã trôi qua kể từ nửa đêm, gồm các số từ 00~23.

- MM là số phút đã trôi qua trong một giờ, có giá trị từ 00~59.

- SS là số giây đã trôi qua trong 1 phút, gồm các giá trị từ 00~59.

Trong trường hợp giây nhuận, giá trị của ss có thể kéo dài đến 60. Tuỳ vào trường hợp, số 0 ở đầu được thêm vào cho các số dưới 10, ố 0 đứng đầu rất thường được sử dụng trong các ứng dụng máy tính và luôn được sử dụng khi một thông số kỹ thuật yêu cầu (ví dụ: ISO 8601).
Khi yêu cầu phân giải dưới giây, giây có thể là một phần thập phân; nghĩa là phần phân số đứng sau dấu chấm thập phân hoặc dấu phẩy, như trong 01:23:45.678. 
Ký hiệu phân cách được sử dụng phổ biến nhất giữa giờ, phút và giây là dấu hai chấm, đây cũng là ký hiệu được sử dụng trong ISO 8601. Trước đây, một số nước Châu Âu sử dụng dấu chấm làm dấu phân cách, nhưng sau này đổi thành dấu hai chấm theo tiêu chuẩn quốc tế. Trong một số ngữ cảnh (bao gồm cả quân đội Hoa Kỳ và một số giao thức máy tính), người ta không viết dấu phân tách nào, chẳng hạn như "2359".

### Nửa đêm 00:00 là 24:00
Trong ký hiệu thời gian 24 giờ, ngày bắt đầu lúc nửa đêm, 00:00 và phút cuối cùng trong ngày bắt đầu lúc 23:59. Nếu thuận tiện, ký hiệu 24:00 cũng có thể được sử dụng để chỉ nửa đêm ở cuối một ngày nhất định - nghĩa là 24:00 của một ngày trùng với 00:00 của ngày hôm sau.
Ký hiệu 24:00 chủ yếu dùng để chỉ thời gian kết thúc chính xác của một ngày trong một khoảng thời gian. Một cách sử dụng điển hình là đưa ra giờ mở cửa kết thúc vào nửa đêm (ví dụ: "00:00–24:00", "07:00–24:00"). Tương tự, một số lịch trình xe buýt và xe lửa hiển thị 00:00 là thời gian khởi hành và 24:00 là thời gian đến. Các hợp đồng pháp lý thường chạy từ ngày bắt đầu lúc 00:00 cho đến ngày kết thúc vào lúc 24:00.
Mặc dù định dạng 24 giờ phân biệt rõ ràng giữa nửa đêm khi bắt đầu (00:00) và kết thúc (24:00) của bất kỳ ngày nào, nhưng nó không thống nhất giữa những người dùng định dạng 12 giờ. Tác phong và quy định giao tiếp quân sự ở một số quốc gia nói tiếng Anh không khuyến khích sử dụng 24:00 ngay cả trong ký hiệu 24 giờ và thay vào đó, thời gian báo cáo gần nửa đêm là 23:59 hoặc 00:01. Đôi khi cũng tránh sử dụng 00:00 . Khác với điều này, hướng dẫn thư từ cho Hải quân Hoa Kỳ và Thủy quân lục chiến Hoa Kỳ trước đây là quy định 0001 đến 2400. Tài liệu hướng dẫn đã được cập nhật trong tháng 6 năm 2015 để sử dụng 0000 đến 2359.

### Thời gian sau 24:00
Ký hiệu thời gian trong ngày ngoài 24:00 (chẳng hạn như 24:01 hoặc 25:00 thay vì 00:01 hoặc 01:00) không được sử dụng phổ biến và không được đề cập trong các tiêu chuẩn liên quan. Tuy nhiên, các ký hiệu đó thỉnh thoảng được sử dụng trong một số văn cảnh đặc biệt ở Vương quốc Liên hiệp Anh và Bắc Ireland, Pháp, Tây Ban Nha, Canada, Nhật Bản, Hàn Quốc, Hồng Kông và Trung Quốc, nơi giờ làm việc kéo dài quá nửa đêm, chẳng hạn như lên lịch và sản xuất truyền hình.

### Hỗ trợ máy tính
Ở hầu hết các quốc gia, theo mặc định máy tính hiển thị thời gian theo định dạng 12 giờ. Ví dụ: Microsoft Windows và MacOS chỉ kích hoạt định dạng 24 giờ theo mặc định khi máy tính được cài đặt ngôn ngữ và khu vực cụ thể. Hệ thống 24 giờ thường được sử dụng trong các giao diện dựa trên văn bản. Các chương trình POSIX như ls mặc định hiển thị dấu thời gian ở định dạng 24 giờ.

### Giờ quân đội
Trong tiếng Anh Mỹ, thuật ngữ milltary time (giờ quân đội) là một từ đồng nghĩa với đồng hồ 24 giờ. Ở Hoa Kỳ, thời gian trong ngày thường được đưa ra hầu như chỉ bằng cách sử dụng định dạng 12 giờ, tính các giờ trong ngày là 12, 1,..., 11 với các hậu tố AM và PM để phân biệt sáng và tối. Định dạng 24 giờ chỉ được sử dụng phổ biến ở một số lĩnh vực chuyên môn (quân sự, hàng không, hàng hải, du lịch, khí tượng, thiên văn học, máy tính, hậu cần, dịch vụ khẩn cấp, bệnh viện), nơi mà định dạng 12 giờ được cho là quá bất tiện, không rõ ràng, trở ngại hoặc nguy hiểm.
Việc sử dụng trong quân đội, theo thỏa thuận giữa Hoa Kỳ và các lực lượng quân sự đồng minh nói tiếng Anh, khác ở một số khía cạnh so với các hệ thống thời gian 24 giờ khác:
- Không có dấu phân tách giờ / phút được sử dụng khi viết thời gian và một chữ cái chỉ định múi giờ được thêm vào (ví dụ: "0340Z").
- Các số 0 ở đầu luôn được viết ra và bắt buộc phải nói, vì vậy 5:43 sáng được nói là "zero five forty-three" (không năm bốn mươi ba; khi nói thông thường) hoặc "zero five four three" (không năm bốn ba; khi nói qua bộ đàm), thay vì "five forty-three" hoặc "five four three".
- Múi giờ quân đội được viết chữ và ký hiệu từ từ bảng chữ cái phiên âm NATO. Ví dụ: Giờ chuẩn miền Đông của Hoa Kỳ (UTC−05:00) được chỉ định múi giờ R, 2:00 sáng được viết là "0200R" và được nói "zero two hundred Romeo".
- Giờ địa phương được chỉ định là múi J hoặc "Juliett". "1200J" ("twelve hundred Juliett") là buổi trưa theo giờ địa phương.
- Giờ chuẩn Greenwich (GMT) hoặc Giờ phối hợp quốc tế (UTC) được chỉ định là múi giờ Z và do đó được gọi là "giờ Zulu". (Trong thực tế, khi được sử dụng làm múi giờ hiện đại, GMT và UTC trùng nhau. Đối với các mục đích khác, có thể chênh lệch khoảng một giây.[9])
- Giờ luôn là "hundred" (trăm), không bao giờ là "thousand" (nghìn); 1000 là "ten hundred" (mười trăm) không phải "one thousand" (1 nghìn); 2000 là "twenty hundred" (hai mươi trăm) không phải "two thousand" (hai nghìn).